# Archeologická památková rezervace
Archeologická památková rezervace (APR) je v Česku typ památkové rezervace, památkově chráněného území vyhlašovaného nařízením vlády na souvislém území s archeologickými nálezy.
V Česku se v roce 2024 nacházelo devět archeologických památkových rezervací.